# Amguėma
La Amguėma (in russo Амгуэ́ма?; anche Amguema o Omvaam; nell'alto corso conosciuto come Vul'vyveem) è un fiume del Circondario autonomo della Čukotka (nel Circondario federale dell'Estremo Oriente in Russia), tributario del mare dei Ciukci.
Nasce dall'altopiano dei Ciukci, scorrendo con un corso accidentato e interrotto da frequenti rapide, dapprima con direzione meridionale, volgendosi successivamente verso est, infine prendendo direzione settentrionale. Attraversa longitudinalmente la catena montuosa dei monti dell'Anadyr', sfociando dopo poche decine di chilometri nel mare dei Ciukci. Il maggiore affluente è il fiume Ėkityki, confluente dalla sinistra idrografica.
Il fiume attraversa una zona molto remota, dal clima molto rigido che provoca il bassissimo popolamento del suo bacino (prevalentemente di etnia ciukci); l'unico centro abitato di un minimo rilievo lungo il suo corso è il piccolo villaggio omonimo, situato nell'alto corso.